# Phanerochaetaceae
Phanerochaetaceae es una familia de hongos principalmente costrosos del orden Polyporales.

## Descripción
La mayoría de las especies de Phanerochaetaceae tienen forma de costra. Su sistema de hifas es monomítico (que contiene solo hifas generativas), y estas hifas carecen de conexiones de abrazadera. Sus esporas son de paredes delgadas, lisas y hialinas (translúcidas). Los cistidios suelen estar presentes en el himenio. Aunque es raro, algunas especies tienen una forma poliporoide, un sistema de hifas dimíticas y conexiones de abrazadera. Los hongos de Phanerochaetaceae producen una pudrición blanca.

## Taxonomía
Phanerochaetaceae fue concebida por primera vez por el micólogo sueco John Eriksson en 1958 como una subfamilia Phanerochaetoideae de la familia Corticiaceae. Más tarde fue publicado válidamente por Erast Parmasto en 1986, y elevado a estatus de familia por el micólogo suizo Walter Jülich en 1982. El género tipo es Phanerochaete.
En 2007, Karl-Henrik Larsson propuso usar el nombre Phanerochaetaceae para referirse al clado de hongos de corteza agrupados cerca de Phanerochaete. En 2013, un análisis molecular más extenso mostró que los Phanerochaetaceae eran un subclado del clado de los hongos flebioides grandes, que también contiene miembros de las familias Meruliaceae e Irpicaceae. Los límites genéricos de Phanerochaete se revisaron en 2015, y se agregaron nuevos géneros en 2016. A partir de abril de 2018, Index Fungorum acepta 30 géneros y 367 especies en la familia.

### Géneros

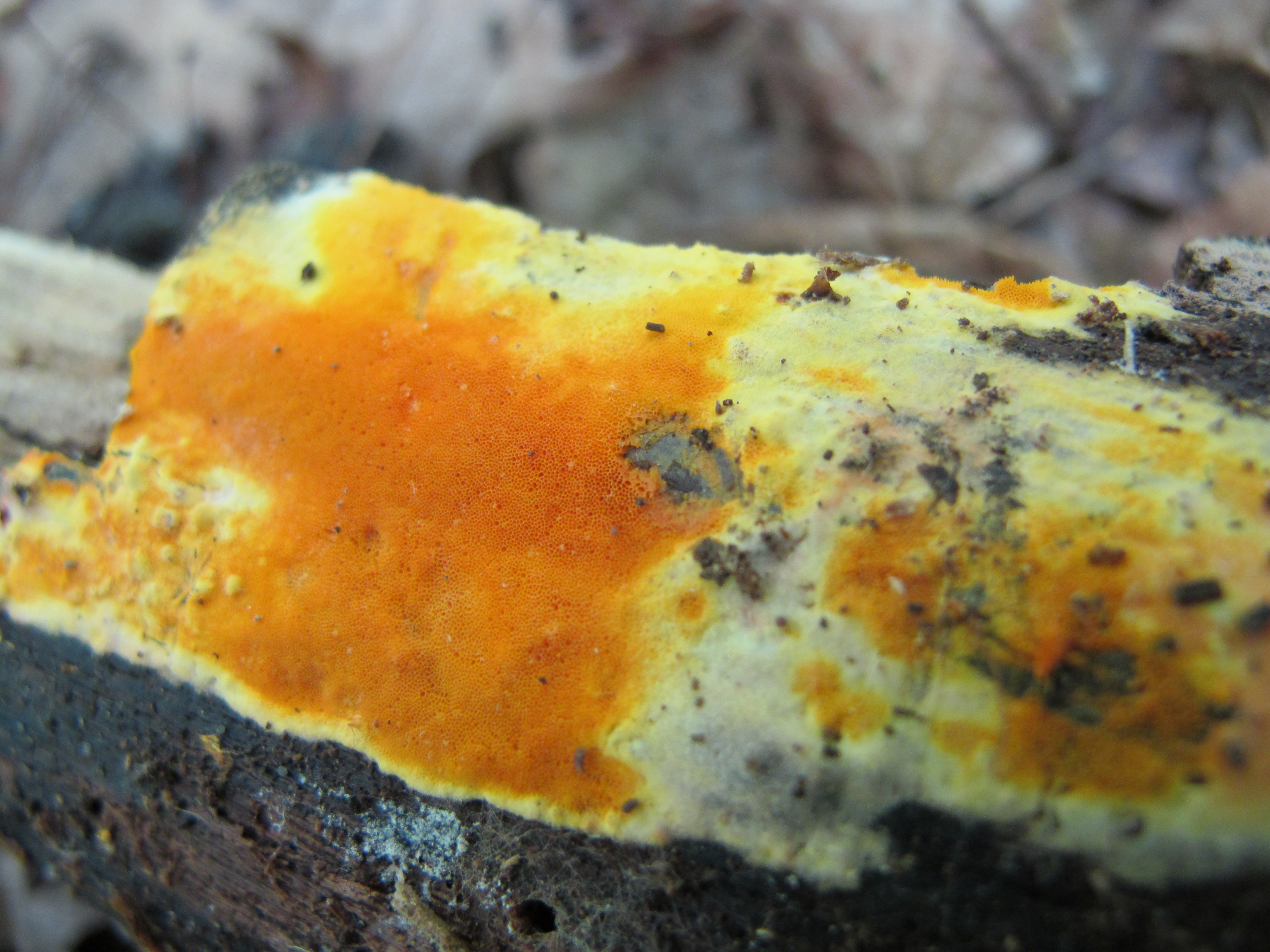
Ceriporia spissa

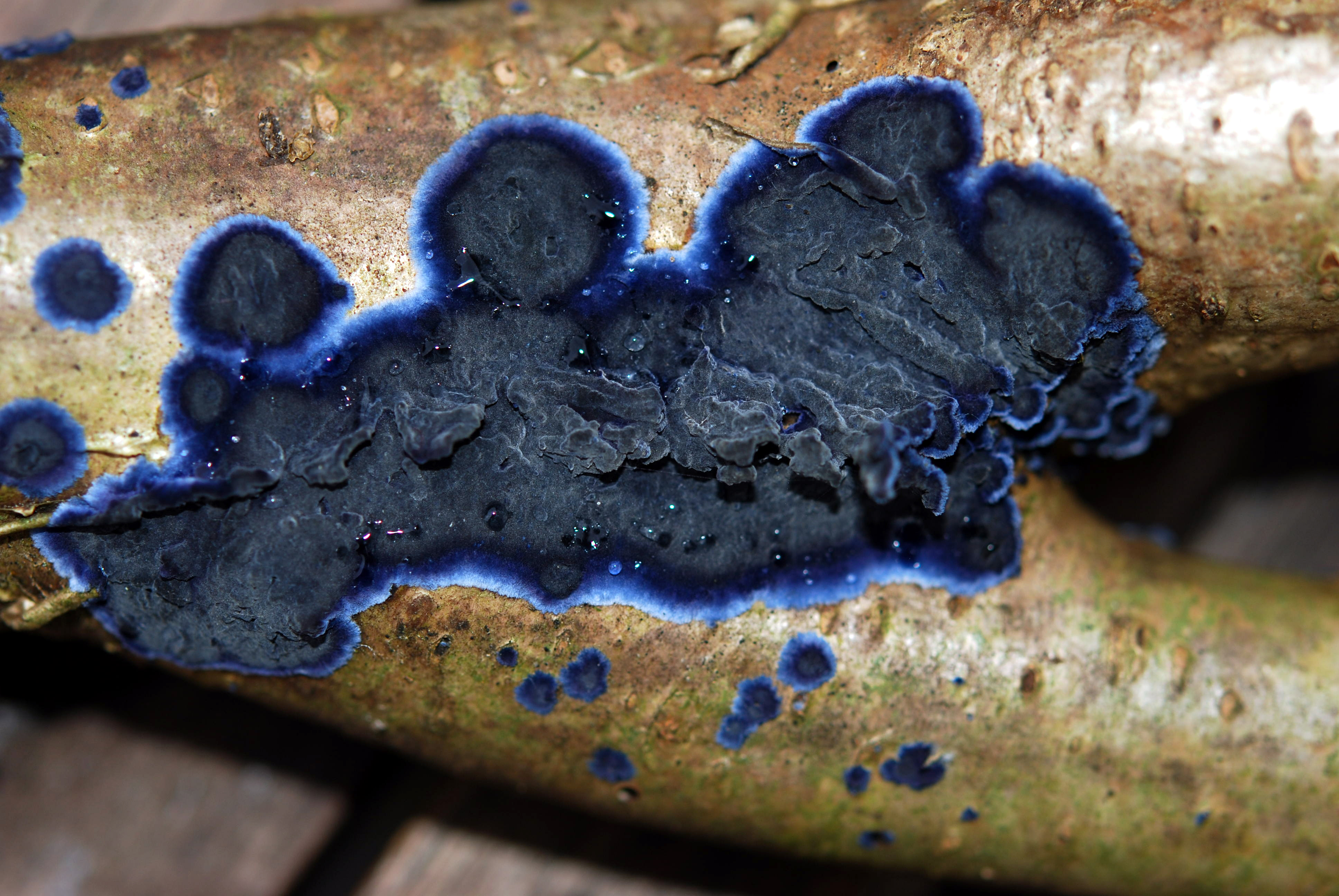
Terana caerulea

- Amethicium Hjortstam (1983);[10] 1 species
- Australicium Hjortstam & Ryvarden (2002);[11] 2 species
- Australohydnum Jülich (1978);[12] 2 species
- Byssomerulius Parmasto (1967);[13] 12 species
- Candelabrochaete Boidin (1970);[14] 12 species
- Ceriporia Donk (1933);[15] 49 species
- Ceriporiopsis Domański (1963);[16] 34 species
- Climacodon P.Karst. (1881); 7 species
- Geliporus Yuan Yuan, Jia J.Chen & S.H.He (2017)[17]
- Hjortstamia Boidin & Gilles (2003);[18] 13 species
- Hyphodermella J.Erikss. & Ryvarden (1976); 6 species
- Inflatostereum D.A.Reid (1965);[19] 2 species
- Meruliopsis Bondartsev (1959); 2 species
- Meruliporia Murrill (1942)
- Oxychaete Miettinen (2016);[8] 1 species
- Phanerina Miettinen (2016);[8] 1 species
- Phanerochaete P.Karst. (1889); 92 species
- Phanerodontia Hjortstam & Ryvarden (2010);[20] 4 species
- Phaneroites Hjortstam & Ryvarden (2010);[20] 1 species
- Phlebiopsis Jülich (1978); 12 species
- Porostereum Pilát (1937); 4 species
- Pouzaroporia Vampola (1992); 1 species
- Pseudolagarobasidium J.C.Jang & T.Chen (1985);[21] 9 species
- Rhizochaete Gresl., Nakasone & Rajchenb. (2004);[22] 6 species
- Riopa D.A.Reid (1969);[8] 2 species
- Roseograndinia Hjortstam & Ryvarden (2005);[23] 1 species
- Terana Adans. (1763); 1 species